# Mollas (Elbasan)
Mollas è una frazione del comune di Cërrik in Albania (prefettura di Elbasan).
Fino alla riforma amministrativa del 2015 era comune autonomo, dopo la riforma è stato accorpato, insieme agli ex-comuni di Cërrik, Klos, Gostimë e Shalës  a costituire la municipalità di Cërrik.